# کردلر، جلیل‌آباد
کردلر، جلیل‌آباد (به ترکی آذربایجانی: Kürdlər) یک منطقهٔ مسکونی در جمهوری آذربایجان است که در شهرستان جلیل‌آباد واقع شده‌است. کردلر ۷۰۵ نفر جمعیت دارد.